# Gmina Łukowa
Die Gmina Łukowa ist eine Landgemeinde im Powiat Biłgorajski der Woiwodschaft Lublin in Polen. Ihr Sitz ist das gleichnamige Dorf mit etwa 2600 Einwohnern.

## Gliederung
Zur Landgemeinde Łukowa gehören folgende elf Ortschaften mit einem Schulzenamt:
Chmielek I
Chmielek II
Łukowa I
Łukowa II
Łukowa III
Łukowa IV-Borowiec
Osuchy-Kozaki
Pisklaki
Podsośnina
Szostaki
Szarajówka